# Jonas Mackevičius
Jonas Mackevičius (Raguva, 18 giugno 1872 – Roveredo, 25 luglio 1954) è stato un pittore lituano.

## Biografia
Jonas Mackevičius nacque nel 1872 a Raguva, un piccolo insediamento situato nella moderna contea di Panevėžys. Nel 1894 si diplomò all'Accademia delle Belle Arti di Mosca, mentre più tardi studiò presso lo studio d'arte privato di Il'ja Efimovič Repin. Nel 1901 si diplomò all'Accademia d'Arte di Pietroburgo. Subito dopo, continuò ad approfondire i suoi studi viaggiando in diversi Paesi europei, oltre a raggiungere mete come la Palestina e l'Egitto.
Mentre viveva a San Pietroburgo, aderì alla cooperativa dei "peredvižniki". Nel 1912, concomitanza con l'avvicinarsi delle celebrazioni per il terzo centenario della dinastia Romanov al potere, dipinse un ritratto dello zar Nicola II, riconosciuto dal sovrano stesso riconobbe come il migliore e che gli fu concesso di stampare nelle pubblicazioni del giubileo. Questo concorso rese famoso l'artista.
Nel 1907 partecipò alla prima mostra di artisti lituani a Vilnius e successivamente entrò a far parte della Società artistica lituana. Dal 1914 al 1929 visse sull'isola di Capri. Nel 1926 si tennero mostre delle sue opere a Kaunas e in altre città lituane. Nel periodo compreso tra il 1929 e il 1940 lavorò come insegnante presso la Scuola d'arte di Kaunas, dedicando le sue lezioni alla tecnica degli acquerelli e al disegno. In quel periodo partecipò a mostre d'arte in Lituania e all'estero. Nel 1944, mentre l'esercito sovietico si avvicinava alla Lituania, fuggì in Occidente e si trasferì a Roveredo, in Svizzera, dove morì.

## Opere d'arte

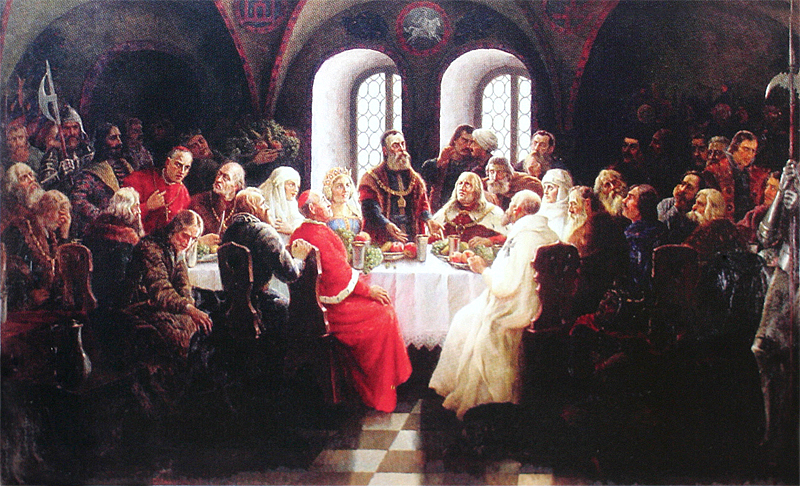
Il congresso di Luc'k del 1429. Al centro si trova il Sacro Romano Imperatore Sigismondo di Lussemburgo, con la moglie Barbara di Cilli seduta alla sua destra, seguita da Ladislao II Jagellone e da sua moglie Sofia Alšėniškė. Dall'altra parte dell'imperatore siedono Vitoldo e sua moglie Julijona Alšėniškė. Dipinto di Jonas Mackevičius del 1934

Jonas Mackevičius è un esponente del realismo accademico tradizionale, con varie tendenze che si ispirano al romanticismo. Alcune opere del periodo italiano sono anche influenzate dai canoni dell'impressionismo. I dipinti storici di grande formato furono realizzati negli anni Trenta per il museo di Vitoldo il Grande di Kaunas (L'esercito lituano in marcia verso Vilnius, Il sacerdote Antanas Mackevičius che benedice le bandiere dei ribelli del 1863, Vitoldo il Grande sul Mar Nero, Il Congresso di Luc'k, ecc.). I dipinti si contraddistinguono per la presenza di un sapiente utilizzo della tavolozza dei colori e di una composizione gradevole. I dipinti di tema storico sono evocativi, compatti e la ricostruzione storica è particolarmente curata. I suoi dipinti paesaggistici sono caratterizzati dallo studio delle espressioni facciali e dei colori, soprattutto le scene dedicate a Capri. Tra i suoi dipinti si ricordano La pastorella, L'asino con le arance, Il cortile del monastero di Certosa e La strada di Capri.
Risalgono al 1934-1937 alcuni lavori ultimati in compensato spesso. Il congresso di Luc'k, Vitoldo accetta il tributo dei Tartari, Vitoldo sul Mar Nero, Vitoldo a Nowogard e la sua reinterpretazione dell'opera di Jan Matejko intitolata Battaglia di Grunwald, con la realizzazione di un accampamento crociato, sono stati dipinti con colori a olio marroni dopo l'occupazione russa della Lituania e l'insediamento della Casa degli Ufficiali dell'Esercito Sovietico nell'Armeria. Nel 1997 sono iniziati i primi lavori di restauro del pannello (ad opera del restauratore Kęstutis Andziulis), ma per mancanza di fondi sono stati rimandati e ripresi solo nell'autunno del 2005, venendo infine completati nel 2006. I lavori sono stati eseguiti da Gražina Samuolytė con un gruppo di studenti tirocinanti della specializzazione in restauro.
Vitoldo il Grande al Congresso di Luc'k rappresenta una delle opere più note dell'artista. Questo dipinto, risalente al 1934, ritrae al centro del quadro l'imperatore Sigismondo di Lussemburgo in piedi, mentre alla sua destra vi sono Vitoldo il Grande e la moglie Julijona Alšėniškė. A sinistra è presente la moglie dell'imperatore Barbara di Cilli, Ladislao II Jagellone e sua moglie Sofia Alšėniškė. Il Museo della Guerra di Vitoldo il Grande è stato concesso dal Presidente della Repubblica di Lituania nel 1996 ed è appeso nella sala riunioni del Presidente.
Altri dipinti conosciuti sono Miracolo a Polack (1933), Il Battesimo di Gesù (1936), San Casimiro (1943) e diversi acquerelli. La tela realistica Alėja (Vicolo) del 1924, realizzata a Capri, è inclusa nel Registro dei beni culturali (codice unico 8479).